# Cantonul Vouneuil-sur-Vienne
Cantonul Vouneuil-sur-Vienne este un canton din arondismentul Châtellerault, departamentul Vienne, regiunea Poitou-Charentes, Franța.

## Comune
| Comune                    | Populație (1999) | Cod poștal | Cod INSEE |
| ------------------------- | ---------------- | ---------- | --------- |
| Archigny                  | 1 024            | 86210      | 86009     |
| Availles-en-Châtellerault | 1 499            | 86530      | 86014     |
| Beaumont                  | 1 726            | 86490      | 86019     |
| Bellefonds                | 233              | 86210      | 86020     |
| Bonneuil-Matours          | 1 963            | 86210      | 86032     |
| Cenon-sur-Vienne          | 1 822            | 86530      | 86046     |
| Monthoiron                | 638              | 86210      | 86164     |
| Vouneuil-sur-Vienne       | 1 910            | 86210      | 86298     |